# Sintz Gas Engine Company
La Sintz Gas Engine Company a été créée vers 1885 par Clark Sintz et d'autres personnes à Springfield dans l'Ohio. Il s'agissait d'une entreprise pionnière dans la fabrication de moteurs marins qui s'est étendue à d'autres domaines. Après sa vente en 1902 à la Michigan Yacht and Power Company, Sintz a cessé d'exister en 1903 en tant qu'entité.

## Contexte
Clark Sintz avait entrepris des travaux novateurs sur les moteurs, à la fois seul et avec John F Endter. John Foos détenait le brevet  . En 1885, la société a fait la démonstration d'un petit moteur à deux temps dans un petit bateau. Le moteur est basé sur une conception de Dugald Clerk. Clerk était un ingénieur écossais qui avait breveté le moteur dans les années 1870. Foos a créé sa propre société, Foos Gas Engine Company, en 1889, en utilisant sa propre version améliorée du moteur de Clark Sintz. En 1894, Elwood Haynes a utilisé un moteur Sintz dans sa première voiture, tout comme Milton Reeves en 1896.
En 1894, Sintz a vendu sa participation dans la société et, avec son fils, Claude, a créé la Wolverine Motor Works ,.